# 汝龙
汝龙（1916年—1991年7月13日），字及人，江苏苏州人，中国大陆翻译家，以翻译契诃夫的作品而著名，一共翻译了契诃夫小说集27部。

## 生平
1916年，汝龙生于江苏省苏州市，父亲毕业于上海交通大学，在北平平绥铁路局工作。
6岁时，汝龙跟着母亲、姐姐住到北平市。后毕业于北京华北中学。
1938年到1945年，汝龙陆续在江北县立中学、重庆复兴中学、四川巴蜀中学、重庆复旦中学、四川涪陵中学担任老师。
中华人民共和国建国之后，汝龙担任江苏文教学院、东吴大学、中国文学院、苏南文化教育学院副教授。
1952年，汝龙在上海平明出版社担任编辑部主任。
1953年，汝龙定居北京市。1955年，汝龙加入中国作家协会。1985年，汝龙担任中国作家协会理事、中国翻译工作者协会（今中国翻译协会）理事。

## 家庭
汝龙的妻子文颖是英文文学翻译家，儿子汝企和、女儿汝宜陵都是英文文学翻译家。

## 译著

### 契诃夫作品
- 1950，《巫婆集》、《出诊集》、《三年集》、《苦恼集》、《嫁妆集》、《食客集》、《亮光集》
- 1951，《妻子集》、《恐怖集》、《爱情集》、《镜子集》
- 1952，《宴会集》、《父亲集》、《新娘集》
- 1953，《决斗集》、《艺术集》、《农民集》、《邻居集》、《酷吏集》
- 1954，《校长集》、《老年集》、《儿童集》、《歌女集》
- 1955，《仇敌集》、《美人集》、《医生集》、《打赌集》、《契诃夫短篇小说选》[1]
- 1956，《契诃夫小说选》
- 1957，《孩子们》
- 1958，《契诃夫论文学》、《第六病室》
- 1967，《草原》
- 1983，《契诃夫文集》

### 高尔基作品
- 1946，《阿托莫洛夫一家》

,1949，《回忆安德烈叶夫》
- 1950，《同志集》、《旅伴集》
- 1951，《秋夜集》、《破裂集》
- 1952，《绿猫集》

### 库布林作品
- 1947，《女巫》
- 1949，《亚玛》、《决斗》
- 1951，《歌舞集》、《呆子集》
- 1952，《侮辱集》

### 其他
- 1949，《高尔基传》（苏联罗斯金）
- 1950，《七个绞刑犯》、《总督大人》（俄国安德烈叶夫）
- 1952，《复活》（列夫·托尔斯泰）[2]
- 1952，《大学生》（苏联特里佛诺夫）
- 1954，《儿子》（俄国斯密尔诺夫）
- 1955，《回忆中的契诃夫》（俄国阿维洛娃）